# Tárcoles
Tárcoles è un distretto della Costa Rica facente parte del cantone di Garabito, nella provincia di Puntarenas.